# Sulaimaniya

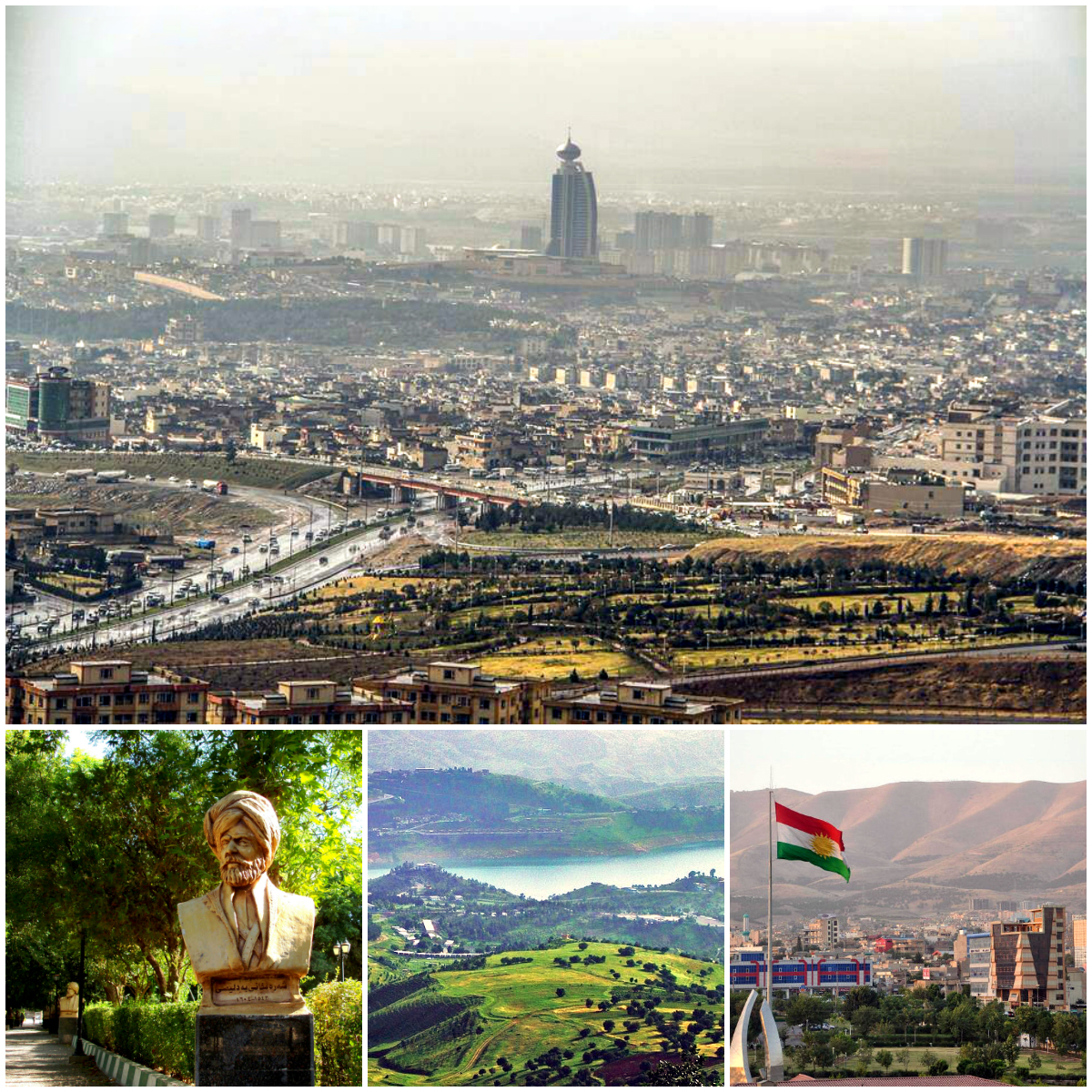
Sulaimaniya

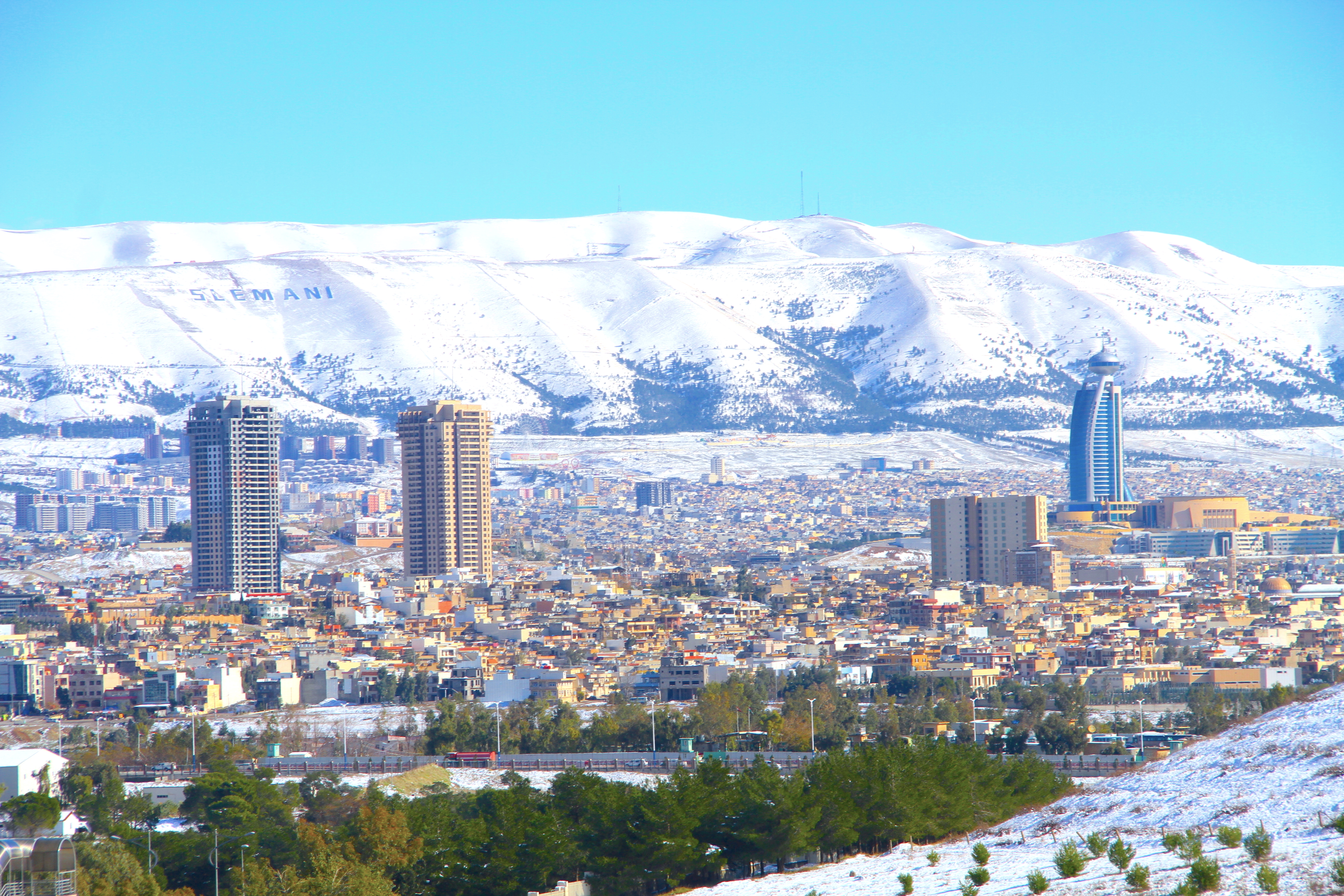
Vista de Sulaimaniya

Sulaimaniya (kurd: سلێمانی, Silêmanî; àrab: السليمانية, as-Sulaymaniyya) és una ciutat del Kurdistan, a l'Iraq. És la capital de la governació de Sulaimaniya. Sulaimaniya està envoltada per les muntanyes Azmar, Goizja i Qaiwan al nord-est, les muntanyes Baranan al sud, i els turons Tasluje a l'oest. La ciutat té un clima semiàrid amb estius molt calorosos i secs i hiverns molt freds. Sulaimaniya fou la capital de l'històric principat kurd de Baban de 1784 a 1850.
La ciutat moderna de Sulaimaniya fou fundada el 14 de novembre de 1784 pel príncep kurd Ibrahim Pasha Baban que li va posar el nom del seu pare Sulayman Pasha. Com que fou fundada com la capital d'un principat kurd poderós, Sulaimaniya s'ha convertit amb el temps en una ciutat gran, amb una població indeterminada
d'entre 807.614 habitants el 2010 a 1.041.490 habitants el 2009 que dona la Viquipèdia en anglès, si bé la referència no correspon a la ciutat sinó a la governació i el nombre ha estat actualitzat el 2011 a 1.893.617 habitants i, per tant, la primera xifra de 807.614 seria més propera a la realitat. És el centre cultural del kurds de parla Sorani i un centre econòmic important per al Kurdistan del Sud.

## Història

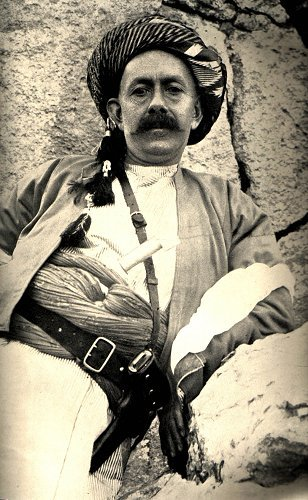
Mahmud Barzanji fou el rei del Kurdistan des de 1922 al 1924.

La comarca de Sulaimaniya fou coneguda com a Zamwa abans de la fundació de la ciutat moderna el 1784. La capital del principat de Baban (1649-1850) abans d'aquesta fundació, fou "Qalachwalan". En el moment del govern Babani hi havia conflictes importants entre els safàvides de Pèrsia i l'Imperi Otomà. Qalachwalan es va convertir en un terra de batalla per als dos rivals.
Sent d'importància estratègica i estant profundament dins de territori safàvida, hi havia preocupació per si Qalachwalan fos atacada i capturada si els babànides no donaven suport militar als safàvides, ja que tant el soldà Mahmut II com Nàdir-Xah Afxar estaven intentant guanyar el suport dels diversos emirats kurds. Això va obligar a Mahmud Pashah de Baban el 1781 a pensar a moure el centre del seu emirat a un altre lloc més segur. Va escollir Melkandi, llavors un poble, per construir un cert nombre de serahs per a les seves unitats polítiques i armades.
El 1783 Ibrahim Pasha de Baban iniciava el govern a l'emirat i poc després començava la construcció d'una nova ciutat nova que es convertiria en la capital de l'emirat Baban. El 1784 va aixecar un cert nombre d'edificis per al comerç anomenats qaiseries i basars, que s'utilitzaven també com banys, i va convidar gent dels pobles circumdants i fins i tot dels emirats veïns per establir-se a la nova ciutat; aviat Malkandi, que originalment pretenia ser la ciutat central, va esdevenir un dels seus barris com encara és avui.
Sulaimaniya ha estat des de la seva fundació el centre de nacionalisme kurd, i fou aquí que Mahmud Barzanji va iniciar la primera rebel·lió contra l'ocupació britànica el 22 de maig de 1919 amb l'arrest dels oficials britànics a Sulaimaniya, declarant un Kurdistan independent en aquell mateix any. El 10 d'octubre de 1921, una declaració emesa a Sulaimaniya, llavors la capital de Kurdistan, establia el Regne del Kurdistan. Xeic Mahmud Barzani, a qui ara donaven suport els britànics, fou establert com el rei del Kurdistan
L'ocupació britànica va haver de reconèixer a Mahmud Barzanji com a rei per fer callar els residents de Sulaimaniya i per aturar la seva rebel·lió, però Mahmud va actuar i governar independentment dels britànics, als que volia fora del regne. Com a resultat poc després fou exiliat pels britànics durant uns quants anys a les illes Andaman a l'Índia; va poder tornar al cap de poc i va dirigir una altra rebel·lió que va fracassar, centrada a Sulaimaniyah (1923).
El 1925 van esclatar grans revoltes contra els britànics i Winston Churchill discutia a favor d'utilitzar gas enverinat en contra de les tribus salvatges  però al contrari d'algunes informacions recents, no hi ha cap prova que s'utilitzara mai. El gener de 1926 la Societat de Nacions donava el mandat sobre el territori de Mossul als britànics de l'Iraq, amb la provisió de drets especials per als kurds. El 1930-1931, Sheikh Mahmud Barzanji feia el seu últim intent d'alliberar Kurdistan, que va fracassar, i es va retirar a les muntanyes, i més tard va signar una pau acord amb el govern iraquià i s'instal·lava al nou Iraq el 1932.
El primer i més vells dels barris de la ciutat s'anomena Goija, que agafa el nom de la muntanya que domina la població. Un altre barri dels primers és Sabunkaran i el seu nom vol dir "els que fan sabó" en kurd, ja que els seus residents treballaven principalment en la indústria de sabó. Julakan era el barri on vivien els jueus. Als anys cinquanta després de la fundació d'Israel, gairebé tots els jueus van emigrar al nou estat.
La ciutat va quedar en mans de la guerrilla kurda el 1991 i des de llavors ha estat administrada per la Unió Patriòtica del Kurdistan i després de la caiguda del govern iraquià de Saddam Hussein pel Govern Regional del Kurdistan, sent una de les metròpolis del Kurdistan del Sud. El febrer del 2011 múltiples manifestacions van tenir lloc a Sulaimaniya contra la corrupció i la manca de serveis. La protesta es va intensificar i va durar més de 40 dies, causant xocs entre dispositius de seguretat i els manifestants fins a unes mesures finals contra els manifestants que deixaren 10 morts i uns quants centenars de ferits.

## Demografia
El 1820 i després de només 26 anys de la creació de la ciutat, un britànic nomenat Rech va visitar la ciutat i va calcular que el nombre dels seus residents era de més que deu mil, amb unes 2.144 famílies de les quals 2.000 eren musulmanes, 130 jueves, i 14 cristianes.
Documents otomans datats abans del 1907 diuen que hi havia 8.702 residents musulmans i 360 no-musulmans a la ciutat. Segons el diari "Peshkawtin" que es distribuïa a Slemani el 1920, es suposava que la seva població era al voltant de deu mil. Segons documents governamentals iraquians de 1947 el nombre de residents pujava a 23.475; el 1998 eren 548.747, i el 2009 648.000.

## Geografia
La ciutat està situada en la part del nord de l'Iraq; el temps a l'estiu és força calorós amb temperatures que van entre els 15 graus als 35 graus arribant algunes vegades fins a 40. Als hiverns, hi ha una quantitat significativa de neu i les temperatures a Sulaimaniya són fredes i el clima sec i ventós. La ciutat és de fet coneguda com "ciutats ventosa" entre els kurds de la regió. Una de les raons per això són les muntanyes que envolten la ciutat.

### Turisme
El Kurdistan del Sud s'ha convertit en un lloc segur i una atracció turística per a causa de la seva bellesa i seguretat. Fou el destí de més de 60.000 turistes el 2009. Al primer quart del 2010 ha atret a més de 15.000 turistes en gran part estimulats pel fet que no està subjecte a lleis estrictes com les del territori on habiten. El Nawruz del 2010 va portar un èxode de turistes iranians que decidiren celebrar l'esdeveniment a la regió.
Entre les coses per visitar:
- Sulaimani Museum: It is the second biggest museum after the national museum in Baghdad. It is home to many Kurdish and ancient Persian artifacts dating back to 1792–1750 BC.[9]

- Museu Sulaimani: És el segon museu més gran després del museu nacional a Bagdad. Té molts artefactes perses antics i kurds que es remunten a 1792-1750 aC.[10]

- Museu Amna Suraka(Kurd: "Museu de la Intel·ligència Roja"): Situat en una anterior presó i seu d'intel·ligència del Partit Baas, crida l'atenció en particular sobre el tractament brutal del règim del partit Baas als kurds. Els visitants es guien a través de les presons i espais d'interrogatori. El museu presenta molts vehicles blindats de combat d'era soviètica.

- Galeria Zamoa:[11] mostra els treballs dels artistes de la ciutat.[4] És dirigit per Rostam Aghala,[12] un conegut artista kurd modern.

- Galeria Aram: Un altre lloc per a activitats artístiques. Ha començat un projecte de cinema de nit on la gent pot anar a veure pel·lícules kurdes i estrangeres.

## Educació
L'educació és gratuïta des de l'escola primària fins a la graduació a la universitat. La Universitat de Sulaimaniya fou oberta el 1968 amb ensenyament en kurd, àrab, i anglès. Té facultats d'enginyeria, agricultura, arts, ciència, i medicine. És la universitat més gran del Kurdistan del Sud. La Universitat fou traslladada durant els anys 1980 a Erbil, en el que ara és la Universitat de Salahaddin. Una nova universitat fou establerta el 1991, ensenyant en kurd, anglès i àrab.
El 2007 la Universitat Americana de l'Iraq - Sulaimani, fou afegida a les universitats americanes a l'Orient Mitjà, tenint les seves primeres classes l'octubre de 2007. L'ensenyament és només en anglès.
El 2008 la Universitat de Desenvolupament Humà es va obrir a Qaradax, amb tres col·legis i quatre departaments. Els seus primers cursos inclouen llei, política, enginyeria informàtica i llengua anglesa.
La Universitat de Ciència i Tecnologia del Kurdistan (KUST) - Sulaymani fou establerta i autoritzada pel Ministeri de Recerca d'Alta Educació i Investigació Científica per carta oficial núm. 17867/7 del 18 d'octubre de 2009. KUST és una universitat privada governada per una Junta d'Administradors i dirigida per un Consell d'Administració. El seu campus principal està situat a la ciutat de Sulaymani. La KUST oferia les seves primeres classes el 2010 amb un curs d'estiu de llengua anglesa (nivells 1 i 3).

## Gent Notable
- Hadhrat Mawlânâ Khâlid-i Baghdâdî (1779–1827), pensador i sufista musulmà
- Nalî (1800-1873), Poeta.
- Salîm (1800-1866), Poeta.
- Mahwi (1830-1906), Poeta.
- Mustafa Yamulki (25 de gener de 1866 - 25 maig de 1866 de 1936), Ministre d'Educació al Regne de Kurdistan.
- Piramerd (1867-1950), poeta i periodista.
- Mahmud Barzanji (1878 - 9 d'octubre de 1956), rei del Kurdistan (1922-1924)
- Muhamed Amin Zaki (1880-1948), historiador, estadista i polític.
- Taufiq Wahby (1891-1984), lingüista, polític i poeta.
- Sheikh Nuri Sheikh Salih Sheikh Ghani Barzinji (1896-1958) periodista i poeta.
- Abdulla Goran (1904-1962), fundador de la poesia kurda moderna.
- Ibrahim Ahmad (1914-2000), novel·lista, poeta i traductor.
- Mohammad Qudsi (1919-1947) Un oficial en l'exèrcit de la República de Mahabad.
- Ahmad Hardi (1922-2006), poeta.
- Muhamad Salih Dilan (1927-1990), un músic prominent i poeta.
- Shahab Sheikh Nuri (1932-1976) activista del moviment de la llibertat kurda a l'Iraq.
- Jamal Nebez (1933-), lingüista.
- Mahmoud Othman (1938-), Polític.
- Sherko Bekas (1940-), un poeta contemporani destacat.
- Nawshirwan Mustafa (1944-), polític i propietari de mitjans de comunicació.[16]
- Feryad Fazil Omar (1950-), Professor a la Universitat Lliure de Berlín (Alemanya), lingüista, escriptor, historiador.[17]
- Rizgar Mohammed Amin (1958-), jutge principal.
- Bachtyar Ali (1960) intel·lectual, novel·lista.
- Barham Salih (1960-) polític, primer ministre del Kurdistan del Sud.
- Mariwan Kanie (1966-), intel·lectual.
- Xalîd Reîd (1968-), Músic
- Choman Hardi (1974-) poeta, pintor.

## Ciutats agermanades
- Arbil, Kirkuk, Dahuk.
- Sanandaj, Mahabad.
- Van, Diyarbakir.
- Al-qamishli.
- Tucson, Arizona.